# Clase Tenochtitlan
La Clase Tenochtitlan son Buques Patrulla Costera utilizados por la Armada de México. Fueron diseñados por la empresa Holandesa Damen Shipyards Group dentro de la  Clase Stan Patrol 4207 y construidos en el Astillero 1 de la Armada de México en Tampico, Tamaulipas. 
Son buques utilizados principalmente para el patrullaje y vigilancia del mar territorial. 
Las unidades originales están siendo nombradas en honor a las principales ciudades prehispánicas de Mesoamérica de las diferentes culturas asentadas en México.

## Buques
| Identificativo | Nombre           | Fecha de Botadura      |
| -------------- | ---------------- | ---------------------- |
| PC 331         | ARM Tenochtitlán | 1 de junio de 2012     |
| PC 332         | ARM Teotihuacán  | 1 de junio de 2012     |
| PC 333         | ARM Palenque     | 1 de marzo de 2014.    |
| PC 334         | ARM Mitla        | 29 de mayo de 2014.    |
| PC 335         | ARM Uxmal        | 19 de marzo de 2015.   |
| PC 336         | ARM Tajín        | 12 de junio de 2015.   |
| PC 337         | ARM Tulum        | 11 de febrero de 2016. |
| PC 338         | ARM Monte Albán  | 11 de julio de 2016.   |
| PC 339         | ARM Bonampak     | 12 de enero de 2017.   |
| PC 340         | ARM Chichen Itzá | 27 de junio de 2017.   |